# Hôtel Nicolle de La Place
L'Hôtel Nicolle de La Place est un ancien hôtel particulier situé en France sur la commune de Montmélian, dans le département de la Savoie en région Auvergne-Rhône-Alpes.
Il est le siège de la mairie de Montmélian de 1869 à 1984 puis à nouveau à compter de novembre 2020.
L'édifice fait l'objet d'une inscription partielle au titre des monuments historiques depuis 1949.

## Situation
L'hôtel Nicolle de La Place est situé dans la vieille ville de Montmélian, commune située au pied du roc de Tormery dans le massif des Bauges et sur les rives de l'Isère, en Savoie.

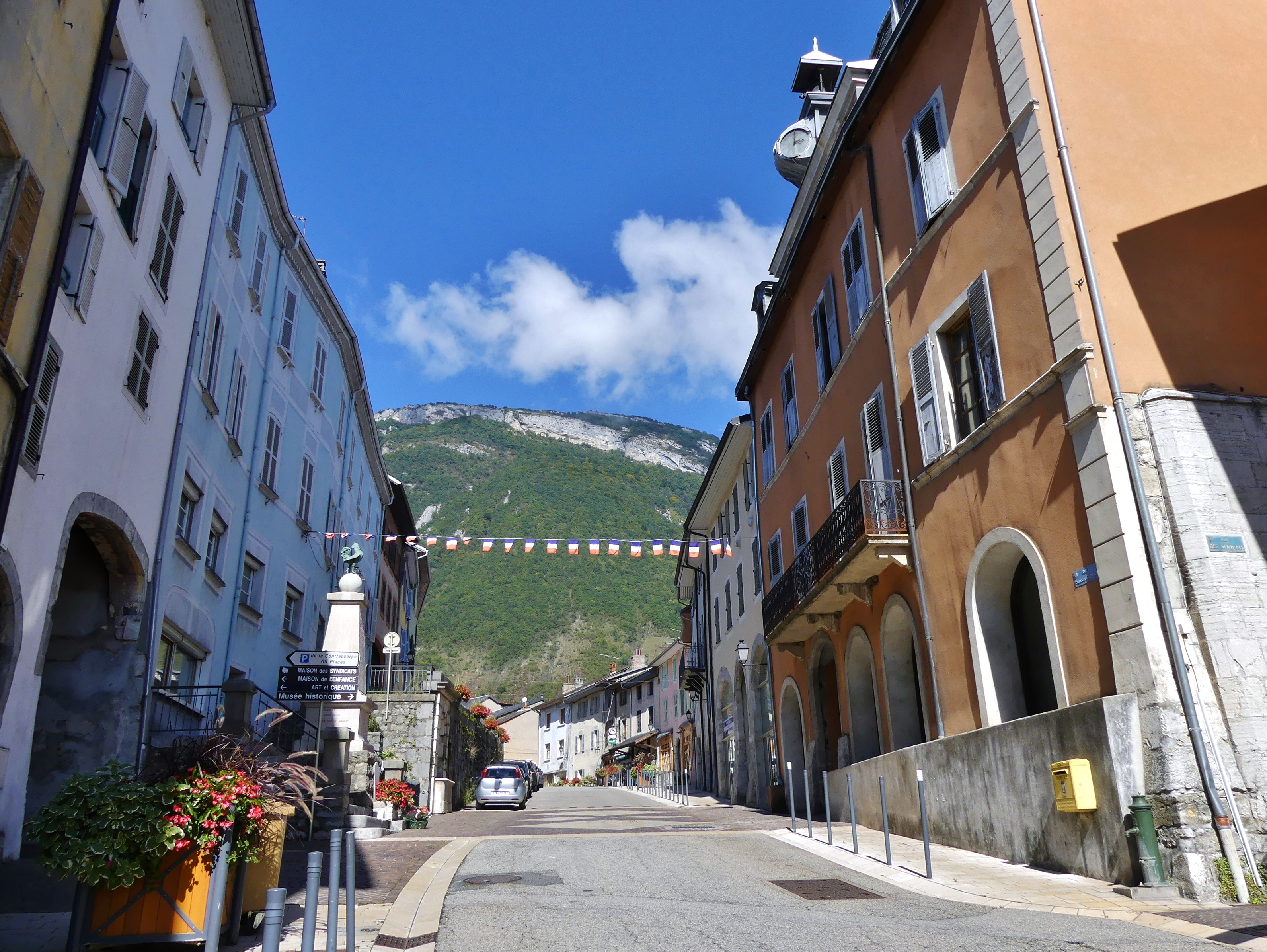
Hôtel Nicolle de La Place à droite, dans la vieille ville de Montmélian en 2017.

## Histoire
Au XIXe siècle, la famille Nicolle de La Place loue le bâtiment au général Thomas Pillet jusqu'à la mort de ce-dernier, en 1850. La municipalité de Montmélian prend par la suite la décision de racheter l'édifice pour y installer la mairie, laquelle auparavant était située sur le parapet et ne comptait que deux pièces.
L'installation de la nouvelle mairie dans l’ancien hôtel particulier a lieu en 1869. Le rez-de-chaussée est alors loué à un commerçant, tandis que le 1er étage est dévolu à l'administration municipale et que le 2e étage est loué au personnel communal.
Après des travaux réalisés dans les années 1930, la mairie quitte l'hôtel en 1984 pour s'installer dans un nouvel hôtel de ville situé plus au nord. L'édifice accueille alors le Musée historique de Montmélian, animé par l'Association des amis de Montmélian et ses environs.
En novembre 2020, après de nouveaux travaux de réhabilitation, l'hôtel Nicolle de La Place redevient le siège de la mairie de Montmélian, les locaux du bâtiment de 1984 devenant occupés par les services de la Communauté de communes Cœur de Savoie.

## Description

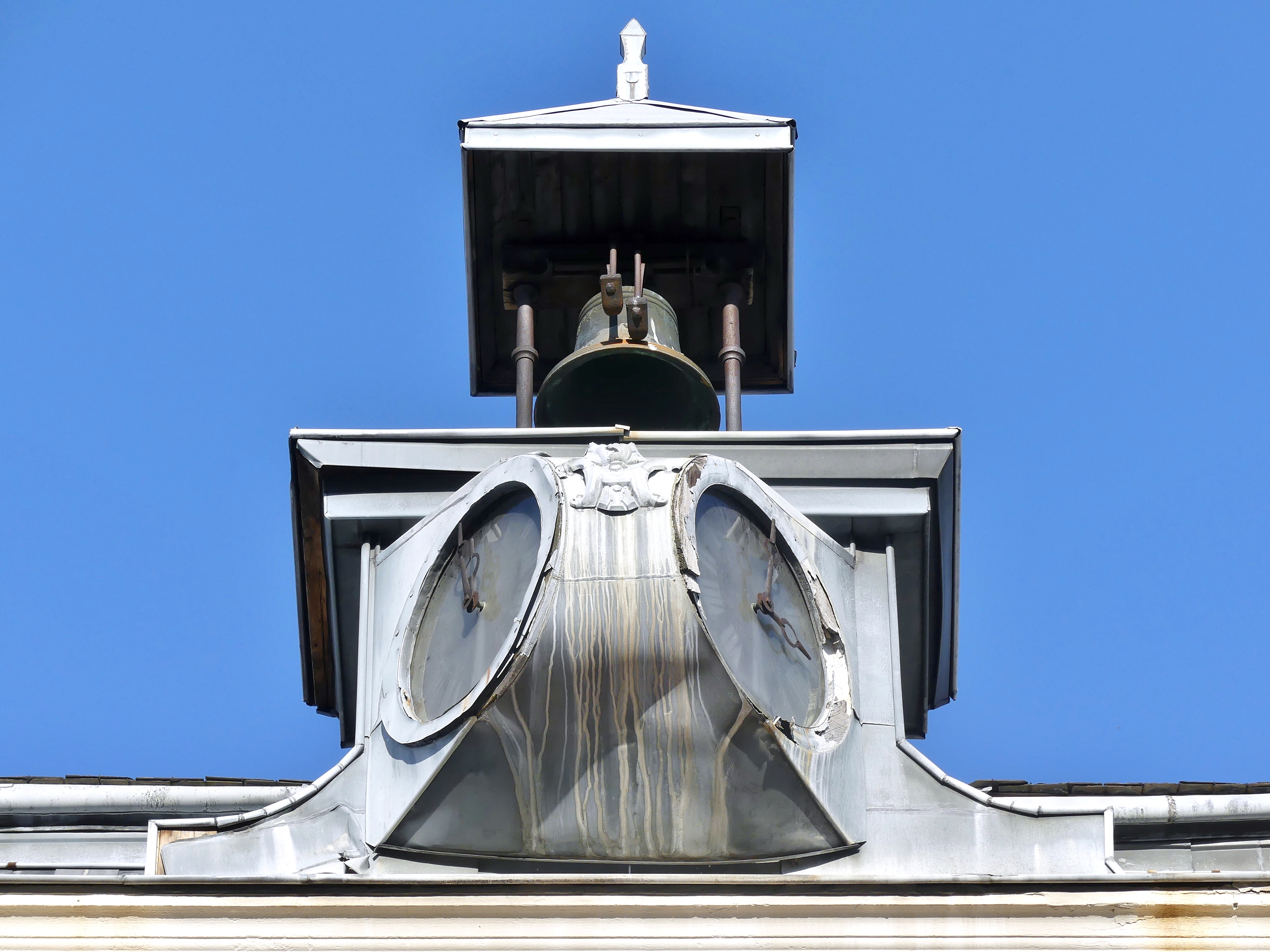
Horloge et clocheton de l’édifice.

L'hôtel Nicolle de La Place est un hôtel particulier de style Renaissance. Il comporte à son sommet une horloge et un clocheton.
Il fait l'objet d'une inscription partielle à l’inventaire supplémentaire des monuments historiques le 8 septembre 1949. Sont notamment protégés ses deux façades sur cour, son escalier et son élévation.